# Narendranagar
Narendranagar es una ciudad y municipio situada en el distrito de Tehri Garhwal,  en el estado de Uttarakhand (India). Su población es de 6049 habitantes (2011). 

## Demografía
Según el censo de 2011 la población de Narendranagar era de 6049 habitantes, de los cuales 3493 eran hombres y 2556 eran mujeres. Narendranagar tiene una tasa media de alfabetización del 89,60%, superior a la media estatal del 78,82%: la alfabetización masculina es del 92,91%, y la alfabetización femenina del 85,01%.